# Yamaguchi Kappei
Yamaguchi Kappei (山口 勝平 (Sơn Khẩu Thắng Bình)), tên thật: Yamaguchi Mitsuo (山口 光雄 (Sơn Khẩu Quang Hùng)) (sinh ngày 23 tháng 5 năm 1965), là một nam seiyū (diễn viên lồng tiếng cho các bộ phim hoạt hình anime, quê vùng Fukuoka, Fukuoka, làm việc cho Gokū và 21st Century Fox.
Là một seiyū lừng danh, Yamaguchi đã từng tham gia lồng tiếng cho nhiều nhân vật anime nổi tiếng, đáng kể nhất là Saotome Ranma (trong anime Một nửa Ranma), Tombo (Majo no Takkyūbin), Yattaro (Kyattō Ninden Teyandee), Inu Yasha (Inu Yasha), L (Quyển sổ thiên mệnh), Usopp (One Piece), Hideyoshi (Luật của Ueki), Kaitō Kid và Kudō Shin'ichi (Thám tử lừng danh Conan). Hiện nay ông đang lồng tiếng cho nhân vật "Monta" Taro, thành viên đứng đầu của nhóm Deimon Devil Bats trong Chú dơi 21.
Yamaguchi xuất hiện chính thức trước công chúng lần đầu tiên tại buổi lễ Otakon 2008 ở Bắc Mỹ; và ông cũng dự định có một buổi xuất hiện trước công chúng tại Sakura-Con năm 2009.

## Tiểu sử
- Thỉnh thoảng tên ông bị phiên âm nhầm thành Yamaguchi Katsuhei hay Yamaguchi Shōhei
- Ông lấy nghệ danh Ushiku Kyōya (牛久 京也 Ngưu Cửu Kinh Dã?) khi xuất hiện trong các game có nội dung cho người lớn (eroge)[5][6]
- Cao 160 cm (5 ft, 3 in), nặng 55 kg (121 lbs)[7]
- Đã kết hôn và hiện có một người con trai[8]
- Theo Internet Movie Database, số lượng vai lồng tiếng của Yamaguchi Kappei cùng với Hayashibara Megumi đứng hang thứ ba của Nhật Bản, xếp sau Miki Shinichiro (thứ hai) và Koyasu Takehito (đứng đầu).

## Một số vai nổi tiếng

### Anime

#### Series Anime trên TV
- René - Neo Angelique ~Abyss~ (2008)
- Wataru Itabashi - D.C. II: Da Capo II (2007)
- Hikozaru (Chimchar) - Pokémon Mystery Dungeon: Explorers of Time and Explorers of Darkness (2007)
- Chouhi Ekitoku - Koutetsu Sangokushi (2007)
- Chic Jefferson - Baccano! (2007)
- Tasuku Shinguji - Super Robot Wars Original Generation: Divine Wars (2006)
- L - Death Note (2006)
- Souichirou - Demashita! Powerpuff Girls Z (2006)
- Hyu - Kiba (2006)
- Frappi - Futari wa Pretty Cure Splash Star (2006)
- Hideyoshi Sōya - The Law of Ueki (2005)
- Taro Raimon - Eyeshield 21 (2005)
- Kenta Suetake - Sensei no Ojikan a.k.a. Doki Doki School Hours (2004)
- Hikoro Oikawa - DearS (2004)
- Daitokuji/Amnael - Yu-Gi-Oh! Duel Monsters GX (2004)
- Tororo - Sgt. Frog (2004)
- Shinpachi Nagakura- Peacemaker Kurogane (2003)
- Danny (Boy) - Konjiki no Gashbell (2003)
- Chappy - Papuwa (2003 remake)
- Muon Sorata - Mouse (2003)
- Master Linn - Kaleido Star (2003)
- Sena - Weiss Kreuz Gluhen (2002)
- Fujino - ATASHIn'CHI (2002)
- Rokuta - The Twelve Kingdoms (2002)
- Tochiro - Gun Frontier (2002)
- Tomonori Iwaki - Rizelmine (2002)
- Gokyuu - Monkey Typhoon (2002)
- Ryo Misaki - Angelic Layer (2001)
- Taro Yamada - Sister Princess (2001)
- Michael Parker - Beyblade (2001)
- Bashatto-san - Pecola (2001)
- Inu Yasha - InuYasha (2000)
- Usopp, Eyelashes - One Piece (1999)
- Noin - Kamikaze Kaito Jeanne (1999)
- Rattle (Rattor) - Beast Wars (1999)
- Ryuichi Sakuma - Gravitation (1999)
- Keita Aono - Betterman (1999)
- Chuumon - Digimon Adventure (1999)
- Midoribon - Bomberman B-Daman Bakugaiden (1998)
- Tanutaro - Ninpen Manmaru (Manmaru the Ninja Penguin) (1998)
- Tarou Yoshida - Fancy Lala (1998)
- Yorun- Edens Bowy (1998)
- Flex - Silent Möbius TV (1998)
- Rhint - episode 10 of Cowboy Bebop (1998)
- Crane Bahnsteik (The White Prince) - Cyber Team in Akihabara (1998)
- Akashi Shirase - Saber Marionette J to X (1998)
- Kentaro Higashikunimaru - Clamp School Detectives (1998)
- Tōru (Todd Snap) - Pokémon (anime) (1997)
- Donbe - Dr. Slump second series (1997)
- Shesta - The Vision of Escaflowne (1996)
- Takuya Enoki - Akachan to Boku (Baby and Me) (1996)
- Rai Utsumi - Brave Command Dagwon (1996)
- Takurou - Wedding Peach (1995)
- little Zenki - Zenki (1995)
- Shinichi Kudo (Jimmy Kudo) / Kaito Kid (Phantom Thief Kid) - Detective Conan (Case Closed) (1996)
- Tsutomu Yamaguchi - Gokinjo Monogatari (1995) and Paradise Kiss (2005)
- Gulliver - Gulliver Boy (1995)
- Kimiira - B'T X (1995)
- Ken Kurenai - Red Baron (1994)
- Sai Saici - G Gundam (1994)
- Prince Nikomo - Mahoujin Guru Guru (1994)
- Yuuya Noda - Miracle Girls (1993)
- Rescue Officer - Hime-chan no Ribbon - ep.15 (1993)
- Jin - YuYu Hakusho (1992)
- Hideo Hanada - Mama wa Shōgaku 4 Nensei (1992)
- Bart - Floral Magician Mary Bell (1992)
- Pikkarin - Holly the Ghost (1991)
- Yattaro - Kyatto Ninden Teyandee (the original) (1990)
- Ono-kun - Chibi Maruko-chan first series (1990)
- Ranma Saotome (male) - Ranma ½ (1989)
- Shester - Captain Tsubasa (1983)
- Bass - Jewel BEM Hunter Lime (1996)
- Screb Lohengrin (White Lightning) - Shadow Skill - Eigi (1998)

#### OVAs
- Bis - Freedom Project (2006)
- Shou Hamura - Angel's Feather (2006)
- BB Runner - Netrun-mon (2004)
- RETRO - Dead Leaves (2004)
- Ogawa - Viper GTS (2002)
- Taku Yamada - Futari Ecchi (2002)
- Shinichi Kudo - Detective Conan OVAs (2000) - (2006)
- Bukida (Fumio Kida) - Gakkou ga Kowai! Inuki Kanako Zekkyou Collection (1999)
- Senmatsu the Monkey - Sakura Wars Goka-Kenran (1999)
- Light - Twinbee Paradise (1999)
- Takuma Kusanagi - Jungle de Ikou! (1997)
- Takurou - Wedding Peach DX (1997)
- Kenta - Can Can Bunny (1997)
- Inagaki Kappei- Ayane's High Kick (1996)
- Bass - Jewel BEM Hunter Lime (1996)
- Low - Shadow Skill (1995)
- Dick - Bondage Queen Kate (1995)
- Julian - Fire Emblem (1995)
- Nichol Hawking- Plastic Little (1994)
- Ranma Saotome (male) - Ranma ½ OVAs (1993-1996)
- Hugo - Battle Angel Alita (1993)
- Haruhiko Kasama - Please Save My Earth (1993)
- Bostov - Kouryu Densetsu Villgust (1993)
- Ryuu-Oh - RG Veda (1992)
- Subaru Sumeragi - Tokyo Babylon (1992)
- Nin-Nin - La Blue Girl (1992)
- Wan Dabata  - KO Beast (1992)
- Daisaku Kusama - Giant Robo (1992)
- Hanappe - Hanappe Bazooka (1992)
- Tenma Koizumi - Here is Greenwood (1991)
- Osamu - Mamono Hunter Yohko (Devil Hunter Yoko) (1991)
- Arslan - Heroic Legend of Arslan (1991)
- Ryudo Amaru - Sohryuden (1991)
- Shuu Akiba - Slow Step (1991)
- Madara - Madara (1991)
- Sada - Virgin Fleet (1991)
- Yusuke Yamamoto - 1+2=Paradise (1990)
- Etoh - Lodoss to Senki (1990)
- Sosuke Inukawa (Gakuzo) - The Hakkenden (1990)
- Tokino Kanata - Ryokunohara Labyrinth (1990)
- Shibuya - Desperate Love 1989 (1989)
- Lanberts - Legend of the Galactic Heroes (1988)
- Inuma Saurou - Violence Jack (1986)
- Astra and Announcer - Ultraman: Super Fighter Legend (1996)
- Koji Kabuto - Go Nagai CB Chara World (1990)

#### Movie
- Frappi - Futari wa Pretty Cure Splash Star: Tick-Tack Kiki Ippatsu! (2006)
- Fūta (Blathers) - Dōbutsu no Mori (2006)
- Araiguma-kun - Bonobono: Kumomo no Ki no Koto (2002)
- Roalt - Parumu no Ki (2002)
- Khuyển Dạ Xoa - Movie Inu Yasha (2001-)
- Usopp - One Piece (2000-)
- Shesta - Escaflowne, A Girl in Gaea (2000)
- Mireo - Blue Remains (2000)
- Kudo Shinichi / Kuroba Kaito - Thám tử lừng danh Conan (1997-)
- Musashino - Rurouni Kenshin: Ishin Shishi no Requiem (1997)
- Manafu - Onkyo Seimeitai Noiseman (1997)
- Yamaguchi Tsutomu - Gokinjo Monogatari (1996)
- người qua đường - Junkers Come Here (1995)
- Kindaichi Hajime - Thám tử Kindaichi, movie 1 (1995)
- Saotome Ranma (nam) - Movie Một nửa Ranma (1991- 1994)
- Ōno - Chibi Maruko-chan: Ōno-kun to Sugiyama-kun (1990)
- Johnny - Kaze no Na wa Amunejia (1989)
- Tombo - Majo no Takkyūbin (1989)

### Internet animation
- Gen-san - Ikuze! Gen-san (2008)  Lưu trữ ngày 20 tháng 2 năm 2009 tại Wayback Machine

### Video games
- Mean Green Soup Alien - Bobobo-bo Bo-bobo PS2 game
- René - Neo Angelique (2006)
- Crash Bandicoot - Crash Bandicoot series (Japanese dub)
- Wa-Wa - Crash Bandicoot: The Wrath of Cortex (Japanese dub)
- Fake Crash - Crash Bandicoot series (Japanese dub)
- Tytree Crowe - Tales of Rebirth (2004)
- Usopp - One Piece series
- InuYasha - InuYasha: Sengoku O'Togi Kassen (2003)
- Wataru Hibiya - Tokimeki Memorial Girl's Side (2002)
- Rapp - Grandia (original) (1999)
- Ryu - Breath of Fire III (adult Ryu only), IV, and V.
- Kabuki Danjuuro - Tengai Makyou Series
- Ran - Sukisho Series
- Jin Chonrei and Jin Chonshu - Fatal Fury series.
- Tasuku Shinguji - Super Robot Wars Alpha, Super Robot Wars Original Generations
- Tobia Arronax - 2nd Super Robot Wars Alpha
- Crypto - Destroy All Humans! (Japanese version)
- Beryl - Apocripha/0
- Gen-san - Iku ze! Gen-san ~Yuuyake Daiku Monogatari~ (2008)
- Persona 4 - Kuma

### Nhạc anime và phim ca nhạc

#### Dialogue roles (dramas)
- Ijyuin Akira - Nijū Mensō ni Onegai!! (Man of Many Faces) (Victor, VICL-3001, 1990)
- Nonaka Yuuji - Code Name wa Charmer, còn được biết với cái tên My Codename is Charmer (Bandai/Apollon, BCCM-6, 1991)  Lưu trữ ngày 1 tháng 4 năm 2003 tại Wayback Machine
- Ran - Sukisho
- Artemis - Bishōjo Senshi Sērā Mūn(phim truyền hình)

#### Singing roles
- René - Neo Angelique ~My First Lady~ "Neo Angelique game booklet CD"
- Khuyển Dạ Xoa -- Bài hát của nhân vật Khuyển Dạ Xoa mang tên "Aoki Yasei O Daite" phát hành vào tháng 12 năm 2005
- Chichiri - "CD book" của Quyển sách kỳ bí
- Light - Twinbee Paradise 3 Vocal Bomb (Konami, KICA-7761) và Twinbee Paradise 2 Sound Fantasia (Konami KICA-7652)
- Equal Striver (hát với Matsuoka Akio) - Shadō Sukiru (Shadow Skill) V (Star Child, KICA-310, 1996)
- Saotome Ranma (nam) - Ông đã từng hát rất nhiều bài hát của nhân vật Ranma từ năm 1989-1993
- Usopp - Bài hát của nhân vật Usopp trong anime Đảo hải tặc, một phần tập hợp trong Character Song Albums.
- Sakuma Ryuichi - Gravitation - Gravitation Sound Story III - Predilection
- Souya Hideyoshi - Luật của Ueki - The Law of Songs! - Hattari!
- Frappi - Gambalance de Dance- Futari wa Pretty Cure Splash Star ED thứ,hát với Matsuki Miyu(lồng tiếng cho Choppi) và Gojo Mayumi  Lưu trữ ngày 27 tháng 9 năm 2007 tại Wayback Machine
- Danny - "Boy..." (Konjiki no Gash Bell!! hay Zatch Bell, Character Song Series: Gash with Best Friends)
- Sai Saici -with Gulskii Argo - Mobile Fighter G Gundam Character song: China Shuffle.

### Tokusatsu
- Tokusou Sentai Dekaranger (2004) - Lồng cho Gineka (tập 34)
- Tensou Sentai Goseiger (2010) - Lồng cho Ain-I of the Neutral (tập 41)
- Zyuden Sentai Kyoryuger vs. Go-Busters (2014) - Giọng thiết bị ToQger
- Ressha Sentai ToQger (2014) - Người dẫn chuyện, Ticket, giọng thiết bị của ToQger
- Ressha Sentai ToQger the Movie: Galaxy Line S.O.S. (2014) - Người dẫn chuyện, Ticket, giọng thiết bị của ToQger
- Heisei Rider vs. Shōwa Rider: Kamen Rider Taisen feat. Super Sentai (2014) - Giọng thiết bị ToQger
- Ressha Sentai ToQger vs Kyoryuger: The Movie (2015) - Ticket, giọng thiết bị ToQger
- Shuriken Sentai Ninninger vs. ToQger the Movie: Ninja in Wonderland (2016) - Ticket, giọng thiết bị ToQger
- Doubutsu Sentai Zyuohger (2016) - Lồng cho Illusion (tập 22)
- Hikonin Sentai Akibaranger (2013) - Chief Clerk Blu-Ray (tập 2), Chief Edito HVD (tập 3)

### Một số vai lồng tiếng khác
- Densetsu no Stafy (phim quảng cáo) (nhân vật Kyorosuke)
- Bishōjo Senshi Sērā Mūn (Artemis)
- Là diễn viên lồng tiếng thư hai của nhân vật Bugs Bunny, thay cho Tomiyama Kei
- South Park (Kyle Broflovski, James "Jimmy" Vulmer, Craig Tucker, Clyde Donovan/Harris, Leader of the Sixth Graders, Dougie)
- Vai phụ - Seiyū Daisuki 4: Wedding Bell (Media Remoras, MRCA-20081, 1996)
- Boy Meets World (Cory Matthews, phiên bản tiếng Nhật, ở phần đầu tập 3)
- A Goofy Movie (Max Goof)
- An Extremely Goofy Movie (Max Goof)
- Madagascar (Mort)
- Looney Tunes Christmas (Bugs Bunny)
- Lông tiếng cho Son Goku in Dragonball Evolution

## Một số album CD khác

### Solo
- Rollin' (Futureland/Youmex, TYDY-5147, 1990)
- A Boy (Futureland/Youmex, TYCY-5185, 1991)
- Mini-Best (Meldac/Nippon Crown, MECH-18004, 1995)
- Unbalance City (Nippon Columbia, COCC-13586, 1996)

### Thực hiện cùng với những seiyū khác
- Message: Seiyū Collection Volume 1 (Platz, PLCA-808) (1990)

## Show diễn trên radio
- Pure Pure Island (phát hành sau 1 tháng vào năm 1998 như là một tie-in của xê-ri anime Mahō no Sutēji Fanshī Rara,là người dẫn chương trình cùng với ca sĩ nhạc J-pop Omori Reiko (cũng là một seiyū cho nhân vật Shinohara Miho)
- Hiroi Ouji's Maruten Cha Cha Cha! (chưa kết thúc, dẫn chương trình cùng seiyū Yokoyama Chisa và Taisen Sakura, tác giả của Ohji Hiroi)

## Giải thưởng
- Winner of the seiyū award in the 2003 Tokyo International Anime Fair

## Biệt danh
Biệt hiệu của Yamaguchi là saru có nghĩa là con khỉ. Vì vậy Blog cá nhân của ông mang tên Monkey's Kingdom (Vương quốc của Khỉ). Biệt danh này xuất hiện từ việc Yamaguchi rất yêu thích nhân vật Tôn Ngộ Không trong Tây Du ký. Bản thân Yamaguchi cũng tham gia lồng tiếng cho nhiều nhân vật "khỉ" của các manga lấy ý tưởng tử Tây Du ký, ví dụ Asobotto Senki Gokū.

### Tiếng Anh
- (tiếng Anh)Kappei Yamaguchi at Hitoshi Doi's seiyuu database
- (tiếng Anh)seiyuu.info Lưu trữ ngày 24 tháng 6 năm 2004 tại Wayback Machine
- (tiếng Anh)Kappei Yamaguchi trên IMDb
- (tiếng Anh)Kappei Yamaguchi trên trang TV.com
- (tiếng Anh)Yamaguchi Kappei  tại từ điển bách khoa của Anime News Network
- (tiếng Anh)the Kappei index(fansite) Lưu trữ ngày 9 tháng 3 năm 2009 tại Wayback Machine

### Tiếng Nhật
- (tiếng Nhật)Kappei Yamaguchi's personal blog
- (tiếng Nhật)Maruten radio show homepage
- (tiếng Nhật)Voice role listing Lưu trữ ngày 16 tháng 2 năm 2008 tại Wayback Machine
- (tiếng Nhật)Voice role listing #2 Lưu trữ ngày 3 tháng 4 năm 2009 tại Wayback Machine
- (tiếng Nhật)Profile@Gekidan 21 Seiki Fox Lưu trữ ngày 5 tháng 12 năm 2004 tại Wayback Machine